# Стафеева, Галина Ивановна
Галина Ивановна Стафеева — советский хозяйственный и государственный деятель, лауреат Государственной премии СССР за выдающиеся достижения в труде.

## Биография
Родилась в 1938 году в поселке Карымское. Член КПСС.
Окончила курсы механизаторов при Могойтуйской МТС.
В 1954—1958 — тракторист колхоза «Коммунизм», секретарь комсомольской организации Могойтуйской МТС, старшая пионервожатая Могойтуйской школы, в 1958—1991 — звеньевая зерноводческого звена колхоза «Россия» Могойтуйского района Читинской области.
Заслуженный механизатор РСФСР.
Удостоена приза имени Паши Ангелиной.
Делегат XXVI съезда КПСС.
За творческую инициативу и активность, получение высоких и устойчивых урожаев зерновых культур на основе широкого внедрения интенсивных технологий была в составе коллектива удостоена Государственной премии СССР за выдающиеся достижения в труде 1986 года.
Почетный гражданин Читинской области (2002).
Умерла в 2011 году в Могойтуе.

## Награды
- Орден Ленина (1984)
- Орден Трудового Красного Знамени (1971)